# 1875 w muzyce
Wydarzenia muzyczne w 1875 roku.

## Wydarzenia
- 5 stycznia – otwarto Operę Paryską[1]
- 23 stycznia – w Sankt Petersburgu odbyła się premiera Symphony No.4 op.95 Antona Rubinsteina[2][3]
- 24 stycznia – w paryskim Théâtre du Châtelet miała miejsce premiera poematu symfonicznego „Taniec śmierci” op.40 Camille'a Saint-Saënsa[2][3]
- 25 stycznia – w sanktpetersburskim Teatrze Maryjskim miała miejsce premiera opery Demon Antona Rubinsteina[2][3][4]
- 31 stycznia – w Wiedniu odbyła się premiera pieśni „Frühlingstrost” op.63/1 Johannesa Brahmsa[2][3]
- 12 lutego – w Berlinie odbyła się premiera Piano Concerto No.5 op.94 Antona Rubinsteina[2][3]
- 13 lutego – w Mannheim odbyła się premiera „Fragen” op.64/3 Johannesa Brahmsa[2][3]
- 24 lutego – w Wiedniu odbyła się premiera „Der Abend” op.64/2 Johannesa Brahmsa[2][3]
- 27 lutego – w Theater an der Wien miała miejsce premiera opery Cagliostro in Wien Johanna Straussa (syna)[2][3][5]

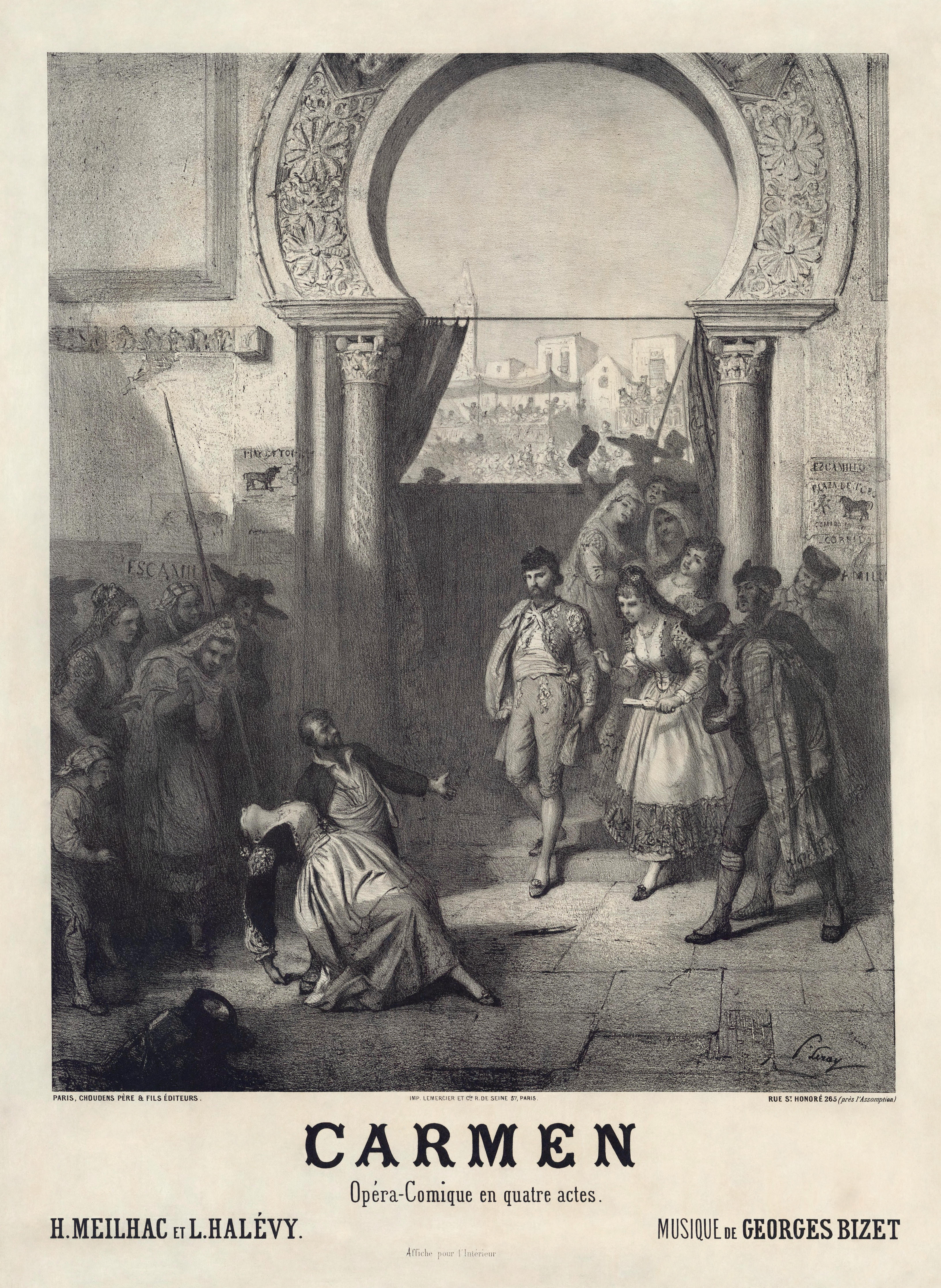
Plakat prapremiery opery Carmen Georges’a Bizeta

- 3 marca – w paryskim Théâtre Favart miała miejsce prapremiera opery Carmen Georges’a Bizeta[2][3][6]
- 10 marca – w Peszcie odbyła się premiera „Die Glocken des Strassburger Münsters” S.6 Ferenca Liszta[2][3]
- 14 marca – w Pradze odbyła się premiera „Vyšehrad” Bedřicha Smetany[2][3]
- 15 marca – w paryskim Konserwatorium Paryskim miała miejsce premiera drugiej i ostatniej wersji poematu symfonicznego Rédemption Césara Francka[2][3]
- 18 marca – w paryskim Cirque d'été miała miejsce premiera oratorium Ève Jules’a Masseneta[2][3][7]
- 20 marca – w Paryżu odbyła się premiera pieśni „Barcarolle” op.7/3 Gabriela Fauré[2][3]
- 25 marca – w londyńskim Royalty Theatre miała miejsce premiera opery Trial by Jury Arthura Sullivana[2][3][8]
- 2 kwietnia – w Hamburgu odbyła się premiera pieśni „Agnes” op.59/5 Johannesa Brahmsa[2][3]
- 10 kwietnia – w Paryżu odbyła się premiera dwóch pieśni Gabriela Fauré: „Puisq’ici-bas toute âme” op.10/1 oraz „Tarantelle” op.10/2[2][3]
- 17 kwietnia – w berlińskim Königliche Theater miała miejsce premiera opery Die Maccabäer Antona Rubinsteina[2][3][9]
- 20 kwietnia – w barcelońskim Gran Teatre del Liceu miała miejsce premiera opery Quasimodo Felipe Pedrella[2][3]
- 22 kwietnia – w paryskim Théâtre des Bouffes-Parisiens miała miejsce premiera rewii Les hannetons Jacques’a Offenbacha[2][3]
- 8 maja – w Karlsruhe w Museumsaal miała miejsce premiera „15 Neue Liebeslieder Waltzes” op.65 Johannesa Brahmsa[2][3][10]
- 15 maja – w Paryżu odbyła się premiera poematy symfonicznego „Lénore” Henriego Duparca[2][3]
- 20 maja – w wiedeńskim Neue Welt miała miejsce premiera „Cagliostro-Quadrille” op.369 Johanna Straussa (syna)[2][3]

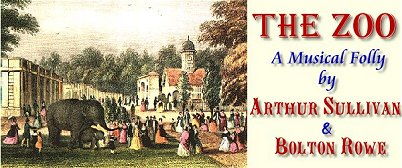

- 5 czerwca – w londyńskim St James's Theatre miała miejsce premiera opery The Zoo Arthura Sullivana[2][3]
- 13 czerwca – w Rouen odbyła się premiera kantaty „Hommage à Boieldieu” Ambroise Thomasa[2][3]
- 16 czerwca – w wiedeńskim Gartenbau miała miejsce premiera walca „Cagliostro Waltz” op.370 Johanna Straussa (syna)[2][3]
- 25 czerwca – w wiedeńskim Volksgarten miejsce premiera marsza „Hoch Österreich!” op.371 Johanna Straussa (syna)[2][3]
- 17 sierpnia – w Peszcie odbyła się premiera „Rákóczi-Marsch” S.244a/b Ferenca Liszta[2][3]
- 17 października – w Wiener Musikverein miała miejsce premiera polki „Licht und Schatten” op.374 Johanna Straussa (syna)[2][3]
- 19 października – w paryskim Théâtre des Variétés miała miejsce premiera opery La boulangère a des écus Jacques’a Offenbacha[2][3]
- 25 października – w Boston Music Hall miała miejsce premiera I koncertu fortepianowego op.23 Piotra Czajkowskiego[2][3][11]
- 26 października – w paryskim Théâtre de la Gaîté miała miejsce premiera opery Le voyage dans la lune Jacques’a Offenbacha[2][3]
- 3 listopada – w paryskim Théâtre des Bouffes-Parisiens miała miejsce premiera opery La créole Jacques’a Offenbacha[2][3][12]
- 18 listopada – w Wiener Musikverein miała miejsce premiera Piano Quartet No.3 op.60 Johannesa Brahmsa[2][3][13]
- 19 listopada – w Moskwie odbyła się premiera Symphony No.3 op.29 Potra Czajkowskiego[2][3][14]
- 14 grudnia – w paryskim Théâtre des Bouffes-Parisiens miała miejsce premiera opery Tarte à la crême Jacques’a Offenbacha[2][3]

## Urodzili się
- 11 stycznia – Reinhold Glière, rosyjsko-ukraiński kompozytor pochodzenia polsko-niemieckiego (zm. 1956)
- 14 stycznia – Albert Schweitzer, niemiecki teolog luterański, filozof, organista, muzykolog, lekarz (zm. 1965)
- 28 stycznia – Julián Carrillo, meksykański kompozytor, skrzypek i dyrygent (zm. 1965)
- 2 lutego – Fritz Kreisler, austriacki kompozytor i skrzypek (zm. 1962)
- 7 lutego – Erkki Melartin, fiński kompozytor (zm. 1937)
- 26 lutego – Richard Wetz, niemiecki kompozytor, dyrygent i teoretyk muzyki okresu romantyzmu (zm. 1935)
- 3 marca – Wiktoria Kawecka, polska śpiewaczka operetkowa (sopran) (zm. 1929)
- 7 marca – Maurice Ravel, francuski kompozytor i pianista (zm. 1937)
- 9 marca – Martin Shaw, angielski kompozytor (zm. 1958)
- 3 kwietnia – Marie Delna, właśc. Marie Ledan, francuska śpiewaczka operowa (kontralt) (zm. 1932)
- 4 kwietnia
  - Pierre Monteux, francuski dyrygent (zm. 1964)
  - Józef Szulc, żydowski kompozytor, dyrygent, pianista-wirtuoz polskiego pochodzenia (zm. 1956)
- 5 kwietnia – Mistinguett, francuska aktorka i piosenkarka (zm. 1956)
- 24 kwietnia – Jenő Huszka, węgierski kompozytor operetkowy (zm. 1960)
- 29 kwietnia – Modest Męciński, ukraiński śpiewak operowy (tenor) (zm. 1935)
- 18 maja – Guido Alberto Fano, włoski kompozytor, pianista, pedagog i dyrygent (zm. 1961)
- 2 czerwca – Jan Kaźmierski, polski dyrygent chóralny, działacz polskiego ruchu śpiewaczego w Nadrenii-Westfalii (zm. 1949)
- 26 czerwca – Riccardo Stracciari, włoski śpiewak operowy (baryton) (zm. 1955)
- 19 lipca – Tadeusz Leliwa, właśc. Wincenty Tadeusz Kopystyński, polski śpiewak operowy (tenor) (zm. 1929)
- 20 lipca – Max Schneider, niemiecki muzykolog, dyrygent (zm. 1967)
- 4 sierpnia – Italo Montemezzi, włoski kompozytor (zm. 1952)
- 6 sierpnia – Marcel Labey, francuski kompozytor i dyrygent (zm. 1968)
- 9 sierpnia
  - Albert Ketèlbey, angielski kompozytor, dyrygent i pianista (zm. 1959)
  - Primo Riccitelli, włoski kompozytor (zm. 1941)
- 15 sierpnia – Samuel Coleridge-Taylor, brytyjski kompozytor muzyki poważnej (zm. 1912)
- 21 sierpnia – Jerzy Lalewicz, polski pianista i pedagog (zm. 1951)
- 29 sierpnia – Leonardo De Lorenzo, włoski wirtuoz fletu i pedagog (zm. 1962)
- 12 września – Ołeksandr Koszyć, ukraiński kompozytor i dyrygent (zm. 1944)
- 22 września – Mikalojus Konstantinas Čiurlionis, litewski kompozytor, malarz i grafik (zm. 1911)
- 29 września – Henrik Lund, grenlandzki kompozytor, malarz i duchowny ewangelicki (zm. 1948)
- 2 października – Henry Février, francuski kompozytor (zm. 1957)
- 5 października – Cyril Rootham, angielski kompozytor, dyrygent, organista i pedagog (zm. 1938)
- 7 października – Antoni Dobkiewicz, polsko-ukraiński muzyk i pedagog (zm. 1956)
- 19 października – Stanisław Głowacki, polski muzykolog i choreolog (zm. 1946)
- 14 grudnia – Dobri Christow, bułgarski kompozytor, dyrygent chóralny i pedagog (zm. 1941)
- 22 grudnia – Antoine Mariotte, francuski kompozytor i dyrygent (zm. 1944)
- 27 grudnia – Maria Trąmpczyńska, polska śpiewaczka (mezzosopran), profesor Akademii Muzycznej w Poznaniu (zm. 1967)

Data dzienna nieznana
- Jane Arctowska, amerykańska śpiewaczka operowa (zm. 1958)

## Zmarli
- 25 stycznia – Leopold Jansa, czeski skrzypek, kompozytor i pedagog muzyczny (ur. 1795)
- 1 lutego – William Sterndale Bennett, angielski kompozytor, dyrygent i pianista (ur. 1816)
- 3 czerwca – Georges Bizet, francuski kompozytor operowy (ur. 1838)
- 2 września – Ureli Corelli Hill, amerykański dyrygent i skrzypek, założyciel i pierwszy dyrektor muzyczny Filharmonii Nowojorskiej (ur. 1802)
- 15 września – Louise Farrenc, francuska kompozytorka, pianistka i pedagog (ur. 1804)
- 29 września – Jean-Baptiste Singelée, belgijski kompozytor muzyki poważnej (ur. 1812)
- 6 listopada – Marietta Brambilla, włoska śpiewaczka operowa (kontralt) (ur. 1807)